# サンモール

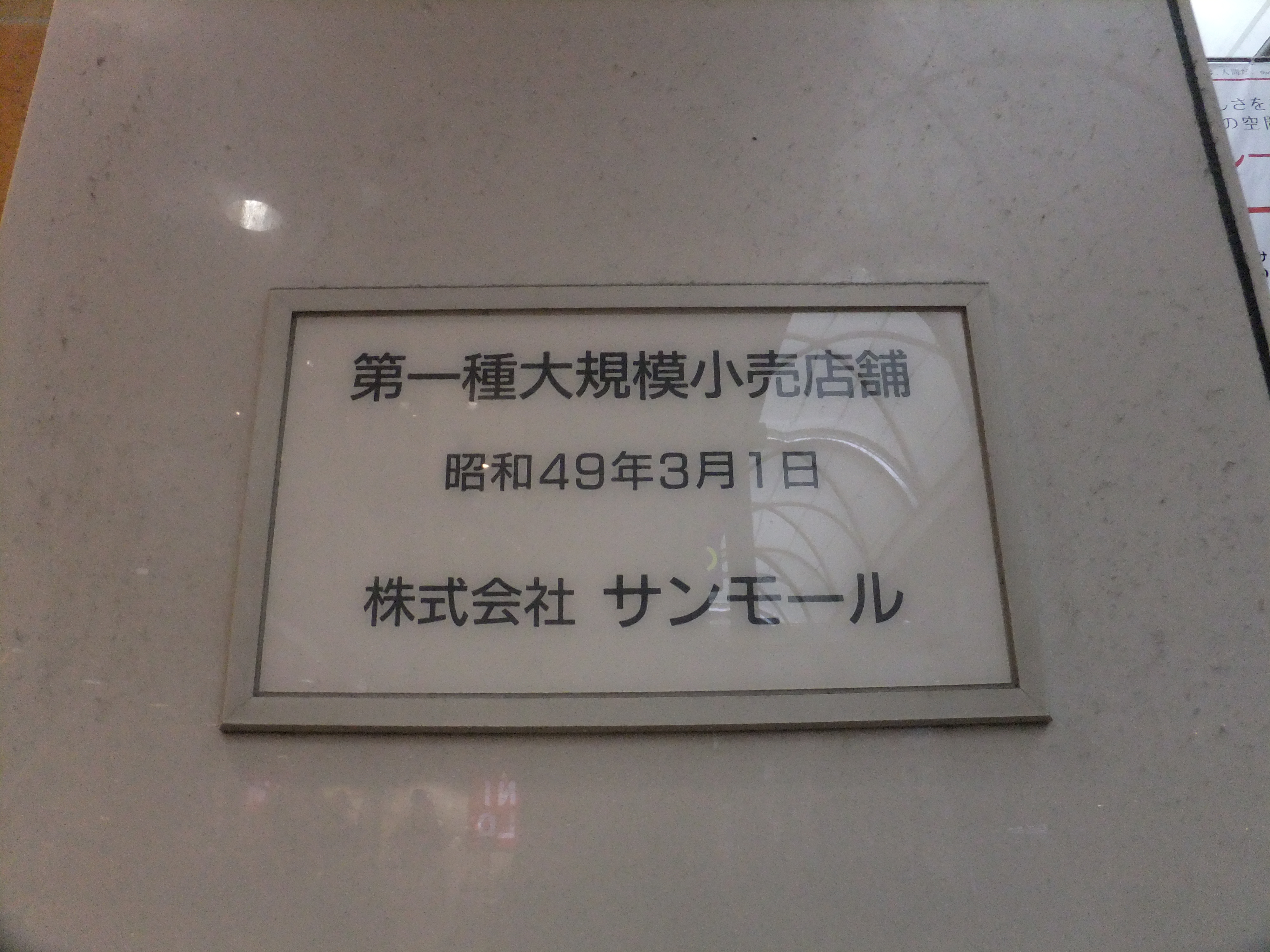
「第一種大規模小売店舗」の表示板

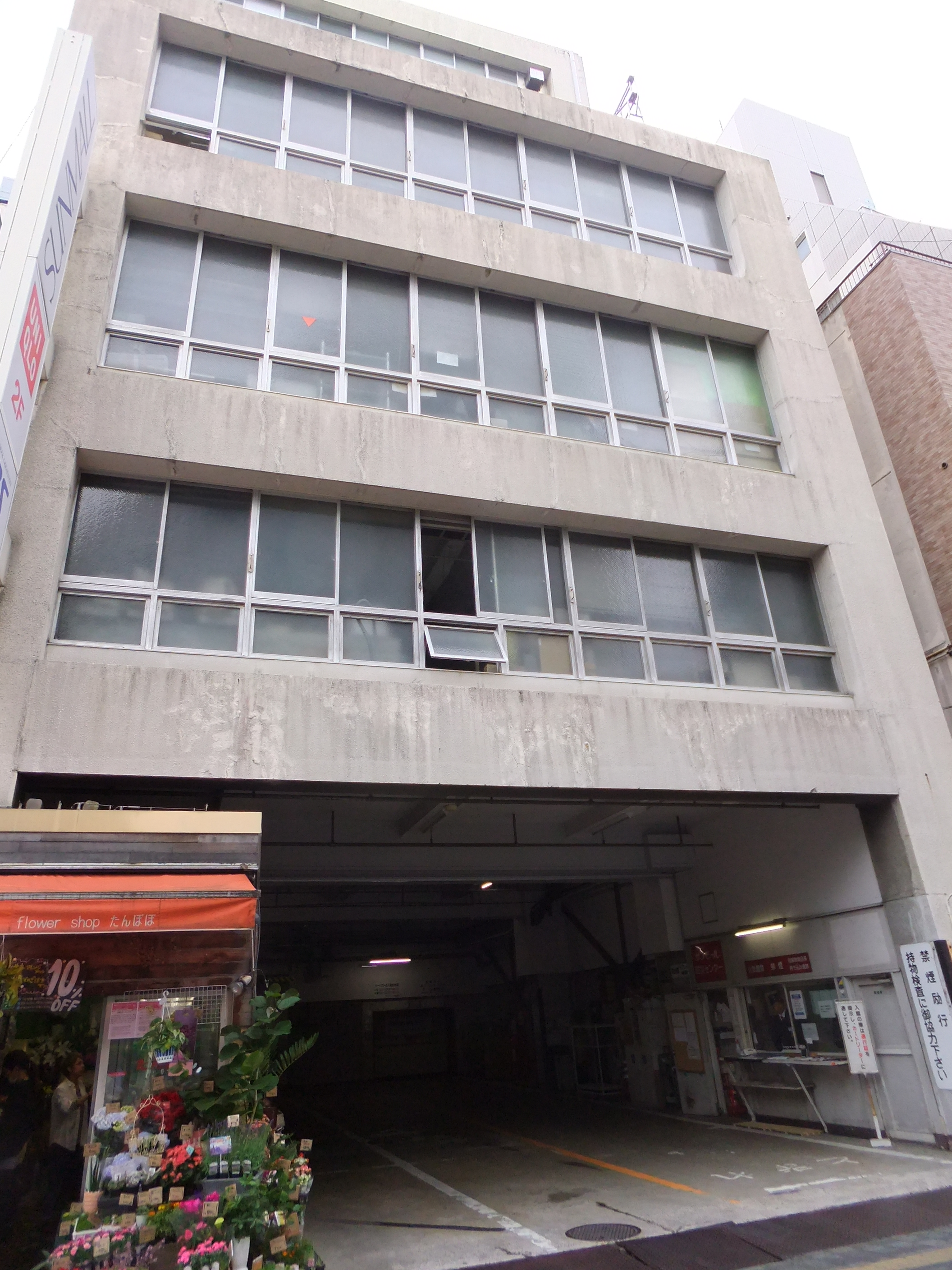
搬入口

サンモール（SUNMALL）は、広島県広島市中区紙屋町にある、主に若者向けのショッピングモール・ファッションビルである。また、サンモールを経営している株式会社サンモールの社名である。

## 概要
地元密着型の都心型ショッピングセンター。開店時には、人の流れを八丁堀から紙屋町に大きく変える原動力になった。若者向けのイメージがあるが、2階のユニクロはセックス系、3・4階にはサブカルチャー的な店舗を配している。
1948年（昭和23年）3月に出来た『広極商店街』（ひろごくしょうてんがい）を前身としている。被爆者や引き揚げ者を中心とした新興商店街で、当時はT字型の商店街だった。再開発で1972年（昭和47年）10月に現在の建物になった。開館当初は『広極商店街』に出店していた店舗が多く出店、1986年3月に時代に合わせて若者向けショッピングモールに変化した。
サンモール開業当初の核テナントはいづみサンモール店で、1980年（昭和55年）6月のブランド変更でイズミサンモール店になり、1986年（昭和61年）の業態変更までは半分のフロアをイズミが占めていた。2013年（平成25年）12月1日以降は、地下フロアに食品スーパーのゆめマートサンモールが営業している。

### 店舗概要
- 鉄筋鉄骨コンクリート造地下3階・7階建[1]
- デベロッパー（株）サンモール
- キーテナント（株）イズミ（テナント名：ゆめマートサンモール）
- 休業日数 年間4日（不定休）[1]

## 歴史

### 広極商店街成立から昭和40年頃まで
戦前の1908年（明治41年）に、当地に横町勧商場が設立されていた。
第二次世界大戦の終戦直後に、有志が本通り四・五丁目復興会を設立。元広末興業より600坪（約1983 m2）の土地と映画の興行権を買い取り、商店街を設置することを計画。1947年（昭和22年）5月に初の本建築の建物が完成。1948年（昭和23年）3月に、現在のサンモールにつながる『広極商店街』が誕生。京都の京極にあやかる形で命名された。1954年（昭和29年）3月に協同組合に移行。1954年（昭和29年）5月時点で、49店舗を数えていた。商店街には、剣劇をメインに、漫才、浪曲、マジックなどの演芸を興行する劇場もあった。当時の地名は、塩屋町だった。1963年（昭和38年）に発行された商店街連合会の紹介ページに広極商店街は『センスのある商店とうまいもの横町的な食べ物の街』と紹介され、近隣に公官庁などを抱える立地条件より、やり方次第では伸びる余地有りともしていた。また、旧西警察署跡地を商店街が使えるように働きかけも行っていた。

### 再開発開始からサンモール開店まで
サンモールになる前の広極商店街は、福屋本店（現・八丁堀本店）や天満屋広島店（後に八丁堀店に改名し2013年に閉店）、復興してきた他店舗などの影響を受け、さらには広極商店街時代の老朽化による集客力低下もあり、伸び悩んでいた。現状を打破し、スーパーや百貨店に自ら対抗するべく自らの手による再開発ビルを模索し、1966年（昭和41年）1月に広極ビル株式会社を設立。『サンモール・ヒロシマ』構想を発表。1967年（昭和42年）10月に防災建築街区の指定を取得。1968年（昭和43年）1月に『ヒロゴク・ショッピング・センター』の建築計画がまとまり発表された。当時の計画では15億円を掛け、食品・衣料品の他に、ボウリング場・映画館・劇場などを備えたビルを計画していた。1968年（昭和43年）時点で、1969年（昭和44年）10月に一次工事完成、1972年（昭和47年）までに全工事を完成させる予定にしていた。
1968年（昭和43年）9月に仮店舗を着工。同年12月に、旧西警察署跡地に仮店舗が開店した。
しかし、土地への愛着や、事業費などの負担割合などから調整に手間取り、1969年（昭和44年）1月に内部対立が表面化。広島市に斡旋を訴える事態になり、そのことで広島市が建築許可を保留する事態になった。その後、計画変更を行い、1969年（昭和44年）4月22日に建築許可が認められ、同年5月1日に起工した。
1969年（昭和44年）10月30日に、広極ビル側よりいづみと共同建築計画を結ぶ方針であることを発表。2階から3階のフロアを取得し、8億円を負担すると発表した。いづみとの正式契約は1971年（昭和46年）3月に行われ、地下1階地上5階建て（一部7階建）の建物を建築。総工費24億円の内いづみが13億5000万円負担してキーテナントになることが決定。その後、1971年（昭和46年）8月に着工にこぎ着けた。
1972年（昭和47年）7月には出店テナントがほぼ決定し、権利者店舗を含む地元から38店、広島県外から70店出店することになった。また、いづみは建物の半分のフロアを占めることになった（6,215 m2）。
28億円の事業費を掛け、1972年（昭和47年）10月5日にサンモールは開店した。開店時に当時の社長が年商100億円を目標に掲げた。再開発商業ビルの建設は多くの注目を集めた。
開店時には、1階にエレクトーンなどの演奏が出来るステージがある噴水広場。4階には400人収容できるサテライトスタジオを整備した。
開店当日は、陸上自衛隊によるパレードが本通りで行われた。サンモールのオープンで、オープン直後はオープン前の3倍から4倍の通行者数になった。また、1973年（昭和48年）3月に開店した広島県初のミスタードーナツは、開店時に800人の行列が出来た。
しかし1973年（昭和48年）頃は、広島バスセンターの一時移転、福屋本店や天満屋広島店の改装オープンおよび三越広島店の新規開店で、一時的に業績は伸び悩んでいたが、当店や前年に開店したユニード広島店。さらに、その後建築された広島センタービルやハイライフプラザ第一産業本店など、紙屋町地区が八丁堀地区に匹敵する商業地区に発展することになった。
1973年（昭和48年）頃には、東側電車通りに第二ビル構想が存在し、さらなる面積拡大が実現していた可能性もある。
1977年（昭和52年）10月には、名称の定着を理由に運営会社の社名もサンモールに改めた。

### ファッションビルへの転換

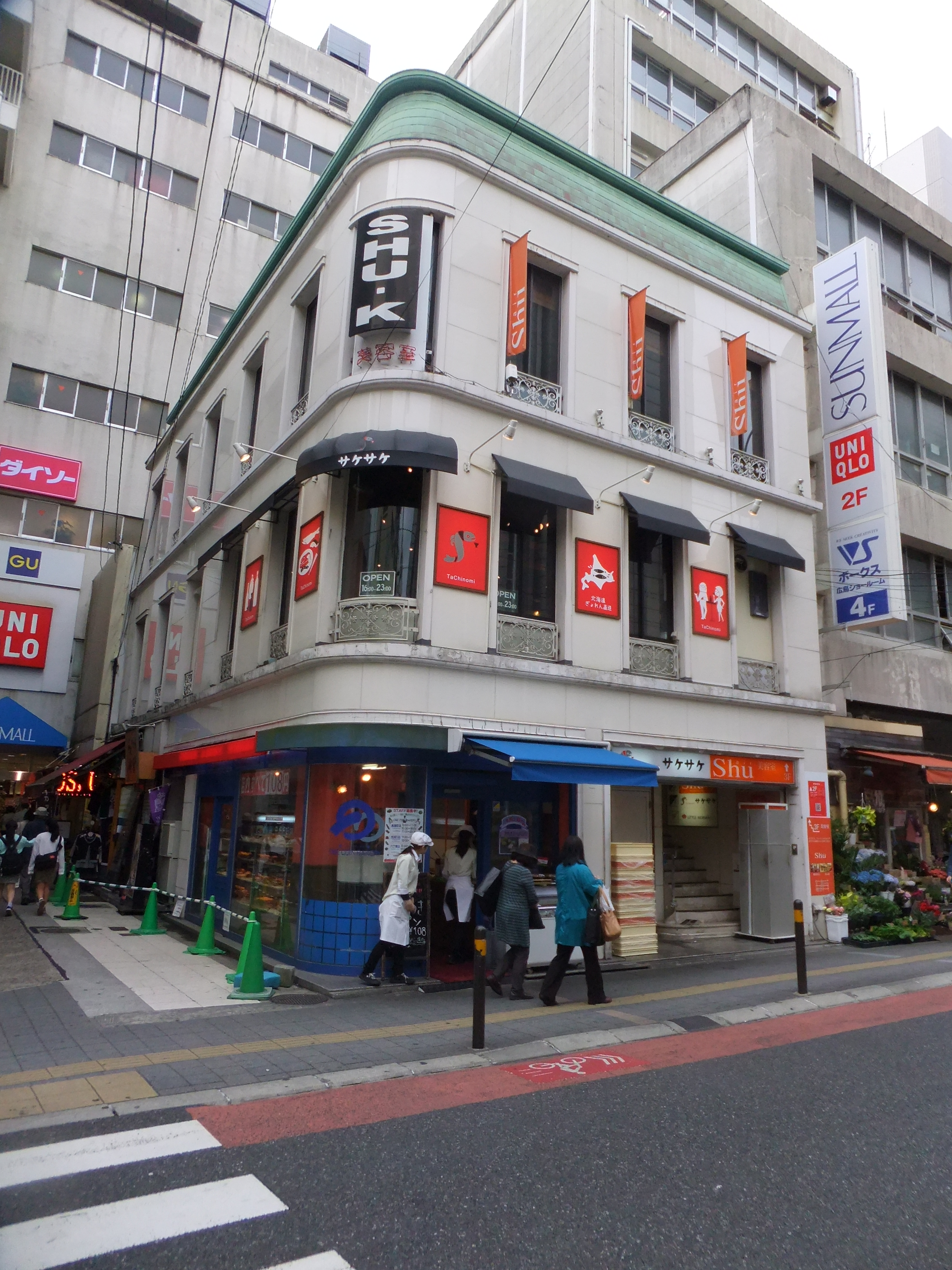
キャラクト館

1983年（昭和58年）12月に改装計画を決定。10億円を投じて、フロア構成の明確化、若者向けの店舗構成への転換など打ち出した。当初は1985年（昭和60年）3月完成予定にしていた。
1985年（昭和60年）10月に詳細計画がまとまり、テナントを新たに20店舗から30店舗増加。イズミ部分は検討中とした。1986年（昭和61年）1月にイズミ部分について、食品売場については単身・OL向けに少量化。各階の衣料品売り場の客層の明確化。5階を賃貸スペース化。イズミのファッションビルの実験店に位置づけることが決定した。これらの改装で、イズミの量販機能と専門店が分散していた形を、インショップ化した。1階にはメッセージギャラリー、5階中央部には、コミュニケーション広場を整備した。『してぃーばざぁーる』のキャッチコピーも付けられている。
改装費15億円をかけ、1986年（昭和61年）3月14日に新装オープン。初年度の売り上げ目標は120億円に設定した。また、同年に別館のキャラクト館を建設した。
1989年（平成元年）には、ピークとなる年商112億円を達成した。

### 2000年以降の動き
2003年（平成15年）6月に、広島FM（HFM）のYYYスタジオが5階に設置された。2013年（平成25年）には、紙屋町ブルーベリー園を整備した。
一時期の売り上げが年間50億円程度に落ち込んだ年もあったが、2005年（平成17年）および2007年（平成19年）の改装以降は、年間売り上げ60億円に回復している

### 新たな再開発計画
2016年12月13日、「紙屋町2丁目2番地区市街地再開発準備組合」が再開発計画を発表。サンモールの建て替えと共に、周囲に店舗や事務所等の入る複合施設を建設する。完成は2024年度を見込んでいるが2023年10月現在、サンモールの営業は続き再開発の進展は見られていない。現店舗は2017年2月3日に公表された広島県の耐震性能調査において、震度6強以上で「倒壊または崩壊する危険性が高い」と危険性が指摘されていた。

### 年表
- 1948年（昭和23年）3月 - 広極商店街誕生[10][8]。
- 1954年（昭和29年）3月 - 広極商業協同組合が設立[1][8]。
- 1963年（昭和38年）8月 - 広極商店振興組合が設立[1][8]。
- 1966年（昭和41年）11月 - 広極ビル株式会社が設立（資本金100万円）[1]。
- 1968年（昭和43年）12月 - 旧西警察署跡地[補足 1]にて、仮設店舗営業[1][22]。
- 1972年（昭和47年）10月 - サンモールビルオープン[1][3]。
- 1977年（昭和52年）8月 - 事業会社の名前を、広極ビル株式会社から株式会社サンモールに商号変更[1]。
- 1980年（昭和55年）6月 - いづみサンモール店がイズミサンモール店に改称[12]。
- 1986年（昭和61年）3月 - サンモールを現在の店舗形態に改装してオープン[1]。
- 2013年（平成25年）12月 - イズミサンモール店がゆめマートサンモールに改称[14]。
- 2020年度 - 建て替え開始（予定）[41]。
- 2024年度 - 建て替え終了（予定）[41]。

## フロアマップ
現在のフロアマップは公式サイトを参照のこと。

### 『ヒロゴク・ショッピング・センター』計画時
中国新聞記事に基づく。
- 5階 - 7階 : 貸し部屋
- 4階 : ボウリング場
- 3階 : 衣料品スーパー、お子様街
- 2階 : 総合衣料街、娯楽街
- 1階 : 特選街、食堂街
- 地下1階 : 食品スーパー、機械室、駐車場
  - 1階から中2階まで映画館、中2階から3階まで劇場

### 1972年10月の開店時
中国新聞の全面広告に基づく。
- 5階 : ヤングバザール
- 4階 : 子どもの街
- 3階 : 紳士の街
- 2階 : レディの街
- 1階 : おしゃれの街、味の街
- 地下1階 : 味の街

### 1986年3月の改装時
中国新聞の全面広告に基づく。
- 5階 : スクランブルマーケット
- 4階 : アクティブスクエア
- 3階 : センシティブコレクション
- 2階 : フラッシュフォーラム
- 1階 : メッセージギャラリー
- 地下1階 : グルメストリート

## テナント
現在のテナントは公式サイトを参照のこと。
1フロア以上を占めるテナントは、開店当初からの核テナントであるイズミが運営するゆめマートサンモールおよび、2階のユニクロがある。1階にあるミスタードーナツは広島初出店の店舗で、イズミがフランチャイズを取得して運営している。
1999年（平成11年）から2009年（平成21年）までHMVが2階に出店しており、一時撤退していたが2014年に旧マルタカ跡地に再進出した。また、2011年（平成23年）から2014年（平成26年）頃まで、住吉屋の本店所在地にもなっていた。
エディオン広島本店本館（建替完了後に東館に名称変更）の建て替え工事中、1階に一部売り場が移転して営業していた。

## 屋上緑化
創業40周年記念事業および屋上緑化の一環として、屋上の従業員用スペースを利用し、日本初の都市型ビル屋上のブルーベリー園紙屋町ブルーベリー園を2012年（平成24年）11月より整備を開始。2013年（平成25年）6月29日に開園した。広報大使「つみとり娘」として、広島を中心に活動するMMJのサブリーダーでもある歌手の渕上里奈を迎えた。イメージソングの歌詞、衣装デザインは公募され、歌詞の最優秀作が採用されたイメージソング「あなたに届けたい」のCDが7月3日にリリースされた。2014年（平成26年）も行われる予定。

## マスコットキャラクター
スージー甘金がデザイン、イワモトケンチがCM制作した、スタンとチビスタンがマスコットキャラクター。両者は2007年（平成19年）より担当している。スタンは2007年（平成19年）夏より、チビスタンは2010年（平成22年）夏より使われている。公式ホームページ上では2人の4コマ漫画も連載されている。

## アクセス
公式サイトを参照のこと。
- 鉄道
  - 広島電鉄（路面電車）
    - 2番系統・6番系統を利用の場合
      - 紙屋町西電停 徒歩3分
      - 紙屋町東電停 徒歩5分

    - 1番系統を利用の場合
      - 本通電停 徒歩3分

  - アストラムライン
    - 本通駅 徒歩3分

### 補足
1. 1 2 3  当時の西警察署は名称変更し、現在は移転して広島中央警察署になっている。その跡地には広島県民文化センターが建っている[21]。
2. ↑  同時期にイズミ自身により、広島市内のイズミ1号店を改装したウィズワンダーランドが1985年（昭和60年）11月に[35]、1987年（昭和62年）にキャスパが福山市に[35]、1989年（1989年）にFITZが岡山市に[35]、既存店舗を改装したファッションビルが開店している。